# Фонтанная улица (Санкт-Петербург)
Фонта́нная у́лица  — улица в Центральном районе Санкт-Петербурга. Проходит от улицы Некрасова до Виленского переулка.

## История
Название известно с 1900 года. Дано в связи с тем, что в XVIII веке в этом районе проходила водопроводная система фонтанов Летнего сада.

## Объекты
- Дом 2 — Мальцевский рынок.
- Дом 4 — стоматологическая поликлиника № 22.